# Cheekha Dar
Cheekha Dar – szczyt w paśmie Zagros. Leży na granicy między Iranem a Irakiem, w irackiej części Kurdystanu. Jest najwyższym szczytem w Iraku.